# Monolepta aguessi
Monolepta aguessi es una especie de insecto coleóptero de la familia Chrysomelidae.
Fue descrita científicamente en 1963 por Selman.